# Anisomeria chilensis
Anisomeria chilensis är en kermesbärsväxtart som först beskrevs av John Miers, och fick sitt nu gällande namn av H.Walter. Anisomeria chilensis ingår i släktet Anisomeria och familjen kermesbärsväxter. Inga underarter finns listade i Catalogue of Life.